# Belize nos Jogos Olímpicos de Verão de 1996
Belize participou dos Jogos Olímpicos de Verão de 1996 em Atlanta, Estados Unidos. A delegação foi composta por cinco desportistas.

## Desempenho

### Atletismo
Masculino
| Atleta         | Evento       | Eliminatórias | Eliminatórias | Final       | Final       |
| Atleta         | Evento       | Res.          | Pos.          | Res.        | Pos.        |
| -------------- | ------------ | ------------- | ------------- | ----------- | ----------- |
| Eugène Muslar  | Maratona     |               |               | 2:51:41     | 109º        |
| Kawan Lovelace | Salto triplo | 15,40 m       | 40º           | Não avançou | Não avançou |

Feminino
| Atleta          | Evento       | Eliminatórias | Eliminatórias | Semifinais  | Semifinais  | Final       | Final       |
| Atleta          | Evento       | Res.          | Pos.          | Res.        | Pos.        | Res.        | Pos.        |
| --------------- | ------------ | ------------- | ------------- | ----------- | ----------- | ----------- | ----------- |
| Sharette García | 800 m        | 2:13.52       | 7º/bat. 1     | Não avançou | Não avançou | Não avançou | Não avançou |
| Althea Gilharry | Salto triplo | 12,78 m       | 26º           |             |             | Não avançou | Não avançou |

### Ciclismo de estrada
Feminino
| Atleta        | Evento             | Final | Final |
| Atleta        | Evento             | Tempo | Pos.  |
| ------------- | ------------------ | ----- | ----- |
| Camille Solis | Corrida em estrada | DNF   | DNF   |

Legenda
| Recorde mundial      | Recorde mundial (World record)               |                       | Recorde africano                      | Recorde africano (African) |                                           | Q | Classificado por posição (Qualified) |
| Recorde olímpico     | Recorde olímpico (Olympic record)            | Recorde da América    | Recorde da América (Americas)         | q                          | Classificado por melhor tempo (Qualified) |   |                                      |
| Melhor marca do ano  | Melhor marca do ano (World leading)          | Recorde asiático      | Recorde asiático (Asian)              | DNS                        | Não largou (Did not start)                |   |                                      |
| Recorde nacional     | Recorde nacional (National record)           | Recorde europeu       | Recorde europeu (European)            | DNF                        | Não terminou (Did not finish)             |   |                                      |
| Recorde pessoal      | Recorde pessoal do atleta (Personal best)    | Recorde da Oceania    | Recorde da Oceania (Oceania)          | DSQ / DQ                   | Desclassificado (Disqualified)            |   |                                      |
| Recorde da temporada | Recorde da temporada do atleta (Season best) | Recorde sul-americano | Recorde sul-americano (South America) | NM                         | Sem marca (No mark)                       |   |                                      |